# Улица Неведомского (Владикавказ)
Улица Неведомского — улица во Владикавказа, Северная Осетия, Россия. Находится в Иристонском муниципальном округе между улицами Максима Горького и Куйбышева. Начинается от улицы Куйбышева.

## История
Улица названа в память большевика и участника Гражданской войны на Северном Кавказе Неведомского (умер в 1922 году). Сведения об этой личности не сохранились.
Улица сформировалась во второй половине XIX века. Первоначально имела характер переулка. Впервые отмечена на плане города Владикавказа Областного статистического комитета от 1911 года как «Музыкальный переулок». Предполагается, что это название переулок получил в связи с тем, что он выходил к зданию войскового оркестра и хора. Под этим же наименованием упоминается в Перечне улиц, площадей и переулков от 1911 и 1925 годов.
26 ноября 1925 года решением Президиума Владокрисполкома Музыкальный переулок был переименован в улицу Неведомского.